# Hegyhátmaróc
Hegyhátmaróc je vas na Madžarskem, ki upravno spada pod podregijo Komlói Županije Baranja.